# Neschesne
Neschesne (Neschesney; Salmon River Indijanci, Kowai, Kaouaï), pleme američkih Indijanaca porodice Salishan s estuarija rijeke Salmon u sjeverozapadnom Oregonu. Jezično su srodni plemenima Siletz, Nestucca, Nehalem i Tillamook, s kojima pripadaju jezičnoj skupini tillamook.
Potomci im danas žive na rezervatu Grand Ronde (od 1863.) s ostalim nadvladanim plemenima pod kolektivnim nazivom The Confederated Tribes of Grand Ronde. 

## Vanjske poveznice
- Ann Bershaw  Arhivirana inačica izvorne stranice od 10. ožujka 2007. (Wayback Machine)